# Posun znaků
Posun znaků je v populační genetice jev, kdy jsou mezi dvěma podobnými druhy pozorovány větší rozdíly v místech, kde druhy koexistují. Příčinou tohoto fenoménu jsou evoluční změny ve fenotypu organismu jako důsledek kompetice a následná změna ve frekvenci genu skrze mechanismus konkurenčního vyloučení (Gausova zákona), který říká, že aby se dva druhy stabilně držely na stejném místě, musí zaujímat rozdílnou niku.
Za prvním studiem jevu stál William L. Brown a E. O. Wilson v práci z roku 1956.
Brown a Wilson (1956) termín používali jak pro reprodukční posun znaků (mechanismus zodpovědný za tvorbu reprodukčních bariér) tak pro ekologický posun znaků (proces vytlačování slabších druhů v průběhu kompetice). Dnes znamená posun znaků především  vznik morfologických rozdílů jako důsledek speciace.